# Joseph Creswell
Joseph Creswell (Yorkshire, Londres, 1556–Gante, Flandes, 19 de febrero de 1623), cuyo nombre real completo era Joseph John Arthur Creswell y era conocido en España también como José Cresuelo, fue un sacerdote jesuita inglés, superior de la Misión de Inglaterra y escritor. 

## Biografía
Creswell se vinculó a la Misión de Inglaterra de la mano de los jesuitas Robert Persons y de su compañero mártir Edmund Campion, el cual le propuso su entrada en la Compañía de Jesús en Roma el 11 de octubre de 1583, habiendo estudiado previamente en Reims y en el Colegio Romano. Habiendo sido rector (1589-1592) después de Robert Persons, por entonces director general de la Misión, en el Colegio Inglés de Roma, también le sucedió como viceprefecto para los intereses de los jesuitas ingleses en España. 
El 18 de abril de 1592, el duque de Sessa le paga, por orden de Felipe II, los gastos de viaje desde Roma a Valladolid. Su llegada coincide en el tiempo con la exitosa visita real al colegio vallisoletano que llevará a todos a fundar un centro similar en Sevilla. Para tal labor parten Persons y Creswell hacia Sevilla acompañados de un grupo de estudiantes. Será ya entonces, en 1595, cuando Persons, desbordado por el ingente trabajo que conllevaba la dirección de la Misión de Inglaterra, decide mudarse de Valladolid a Roma delegando responsabiidades en William Holt, para los asuntos en los Países Bajos, y Creswell, para los temas de España.
El carácter y la conducta de Creswell en relación con sus dificultades en los colegios ingleses de Sevilla y Valladolid y sus polémicas sobre las vocaciones benedictinas han sido criticadas. El padre Creswell mantuvo una relación considerable con sir Charles Cornwallis, inglés residente en Madrid, hasta la Conspiración de la pólvora, cuando Creswell fue llamado a Roma. 
Enviado a Bélgica en 1614, estuvo en Saint-Omer en 1620 y en 1621 fue nombrado rector de Gante. 
Su madre, viuda, se casó con William Lacey, que, después de su muerte, se ordenó sacerdote y fue martirizado el 22 de agosto de 1582 en York. 

## Obras
Sus principales obras son: 
- De Vitâ Beatâ, un tratado latino;
- Exemplar Literarun ad Cecilium (sive Burleigh), 1592, bajo el seudónimo de "John Perne", contra la proclamación de Isabel del 29 de noviembre de 1591;
- Vida y Martyrio del P. Henrique Valpolo, Madrid, 1596;
- A treatise against James I's (1610) proclamation (4.º, St-Omer, 1611);
- Meditations upon the Rosary, Saint-Omer, 1620;
- A translation into Spanish, under the name "Peter Manrique" of Father William Bathe's "Preparation for Administering Penance and the Eucharist" (Milán, 1614);
- A translation into English and Spanish, under initials N.T., de Salviano 's 'Quis inmersiones salvus?' (St-Omer, 1618);
- Relacion de Inglaterra, Ms X, 14, Biblioteca Nacional, Madrid;
- Memoir for Philip III of Spain on affairs of the Society;
- Responsio ad Calumnias. Biblioteca Stonyhurst, cartas, archivos del Vaticano (Lettere di particolari, I, 1).